# Gosudarstwiennyj Uniwiersalnyj Magazin
Gosudarstwiennyj Uniwiersalnyj Magazin (ros. Государственный универсальный магазин, w skrócie GUM, ros. ГУМ, do 1921 Wierchnije Torgowyje Rjady, ros. Верхние торговые ряды) – dom towarowy w Moskwie otwarty w 1893 roku.

## Opis
Jego pomysłodawcami byli architekt Aleksandr Pomierancew i inżynier Władimir Szuchow, którzy wygrali konkurs zorganizowany w Moskwie w 1888 roku. Autorzy połączyli konstrukcję z żelaza i szkła z formami staroruskiej architektury. W trzypiętrowym gmachu z głębokimi suterenami, składającym się z trzech podłużnych pasaży, zmieściło się ponad tysiąc sklepów. Konstrukcja stropów pasaży – metalowe kratownice w kształcie łuku z oszklonymi piętnastometrowymi przęsłami – to unikalne i śmiałe rozwiązanie jak na koniec XIX wieku. Wierchnije Torgowyje Rjady oddano do użytku w 1893 roku, wówczas był to największy pasaż handlowy w Europie. Charakterystyczną cechą budynku była i pozostaje do dzisiaj dwukondygnacyjność – na pierwszym piętrze (według rosyjskiej numeracji drugim) również odbywa się handel, a skrzydła są połączone „mostami gumowskimi”.
Po rewolucji bolszewickiej w 1917 roku Wierchnije Torgowyje Rjady zamknięto, a w ich budynku ustanowiono Ludowy Komisariat ds. Żywności. Jednak po wdrożeniu leninowskiej Nowej Polityki Ekonomicznej, w 1921 roku budynek odrestaurowano i urządzono w nim Państwowy Dom Towarowy (Gosudarstwiennyj Uniwiersalnyj Magazin, GUM). W 1930 roku Józef Stalin ponownie zamknął GUM, a w budynku miały swoje biura ministerstwa i inne instytucje państwowe, znajdował się tam także gabinet Ławrientija Berii. W pobliżu GUM-u powstał pierwszy z Torgsinów. Stalin dwukrotnie planował zburzenie GUM-u, lecz tego planu nie zrealizował. Wkrótce po jego śmierci budynek został wyremontowany i 24 grudnia 1953 roku ponownie otwarty, stając się symbolem odwilży.
Obiekt znajduje się przy placu Czerwonym i obejmuje obszar ograniczony ulicami Nikolską, Iljinką i Wietosznym Pierieułkiem.

## Galeria

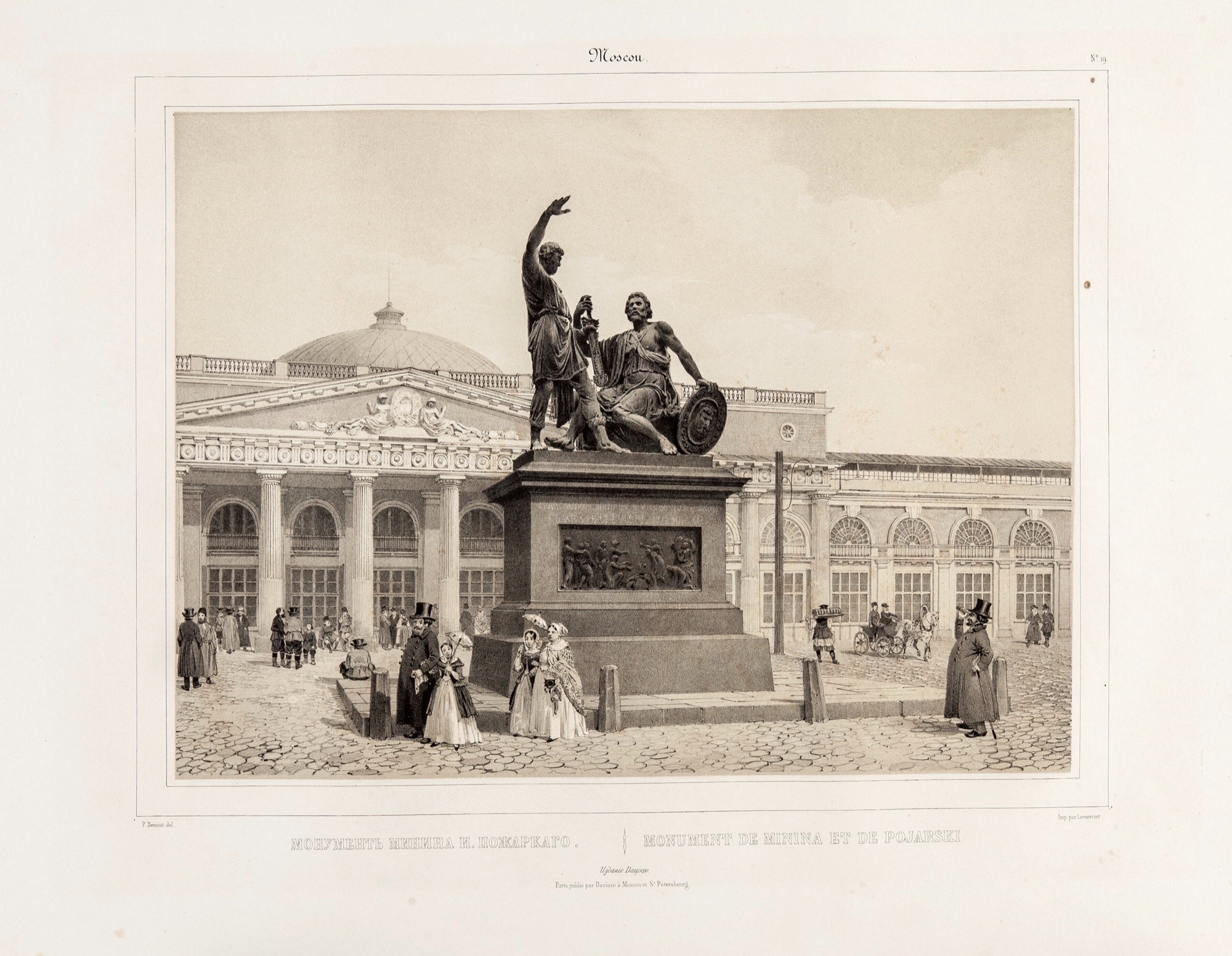
Widok na Pomnik Minina i Pożarskiego oraz fasadę Wierchich Torgowych Rjadow wg projektu Josepha Bové
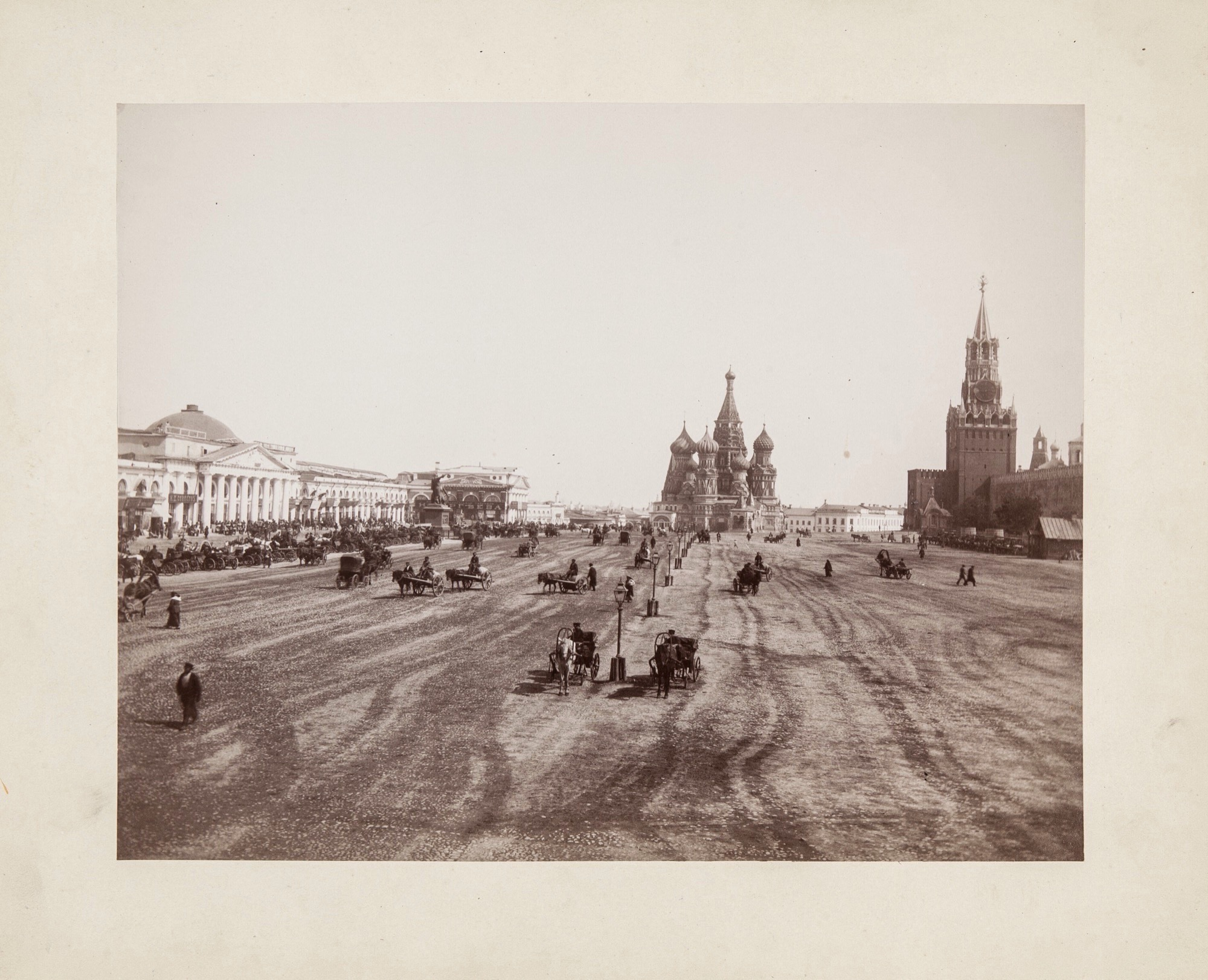
Plac Czerwony. Stare Wierchnije Torgowyje Rjady, 1870–1887.
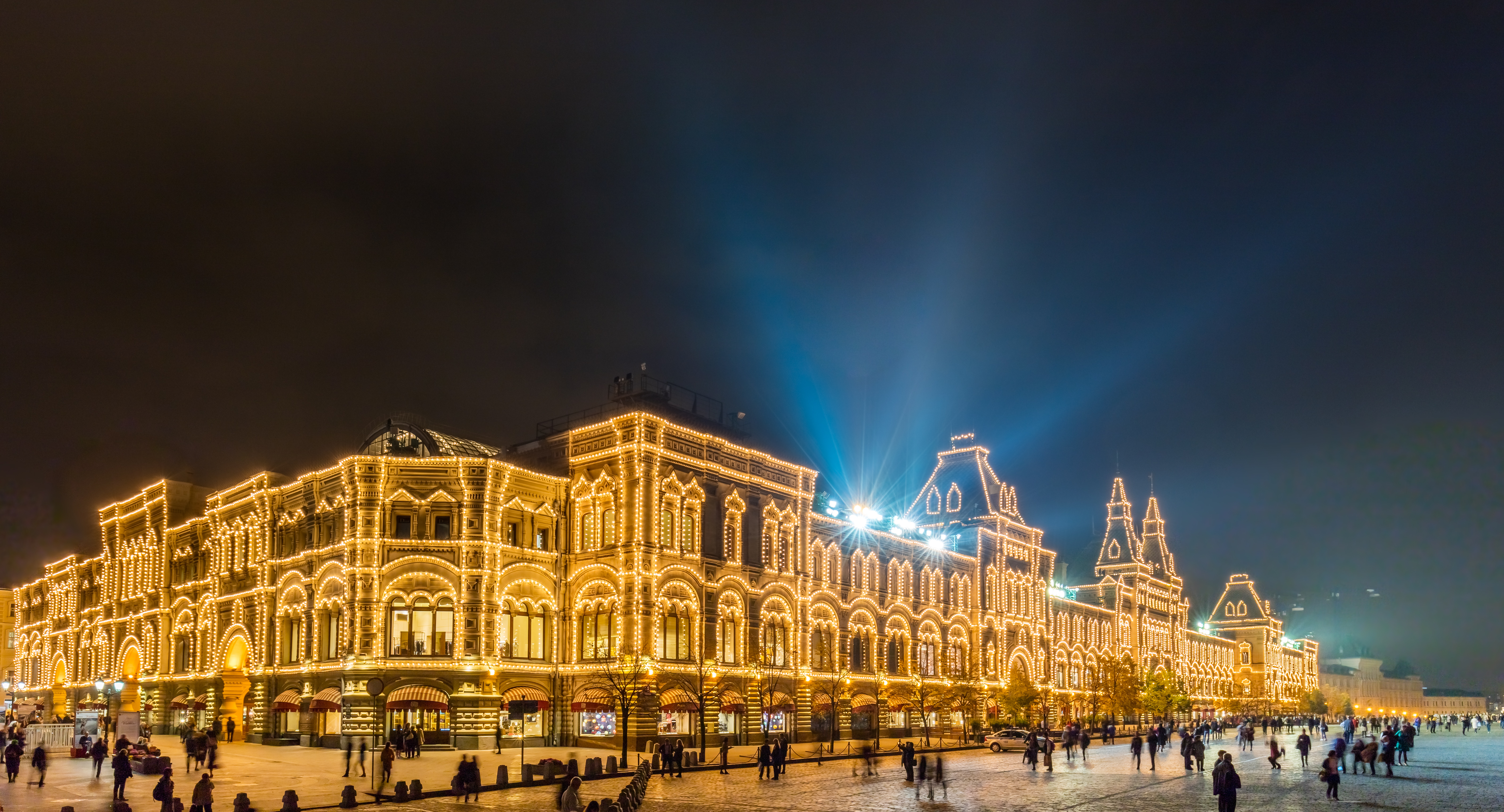
Współczesny widok nocą z placu Czerwonego
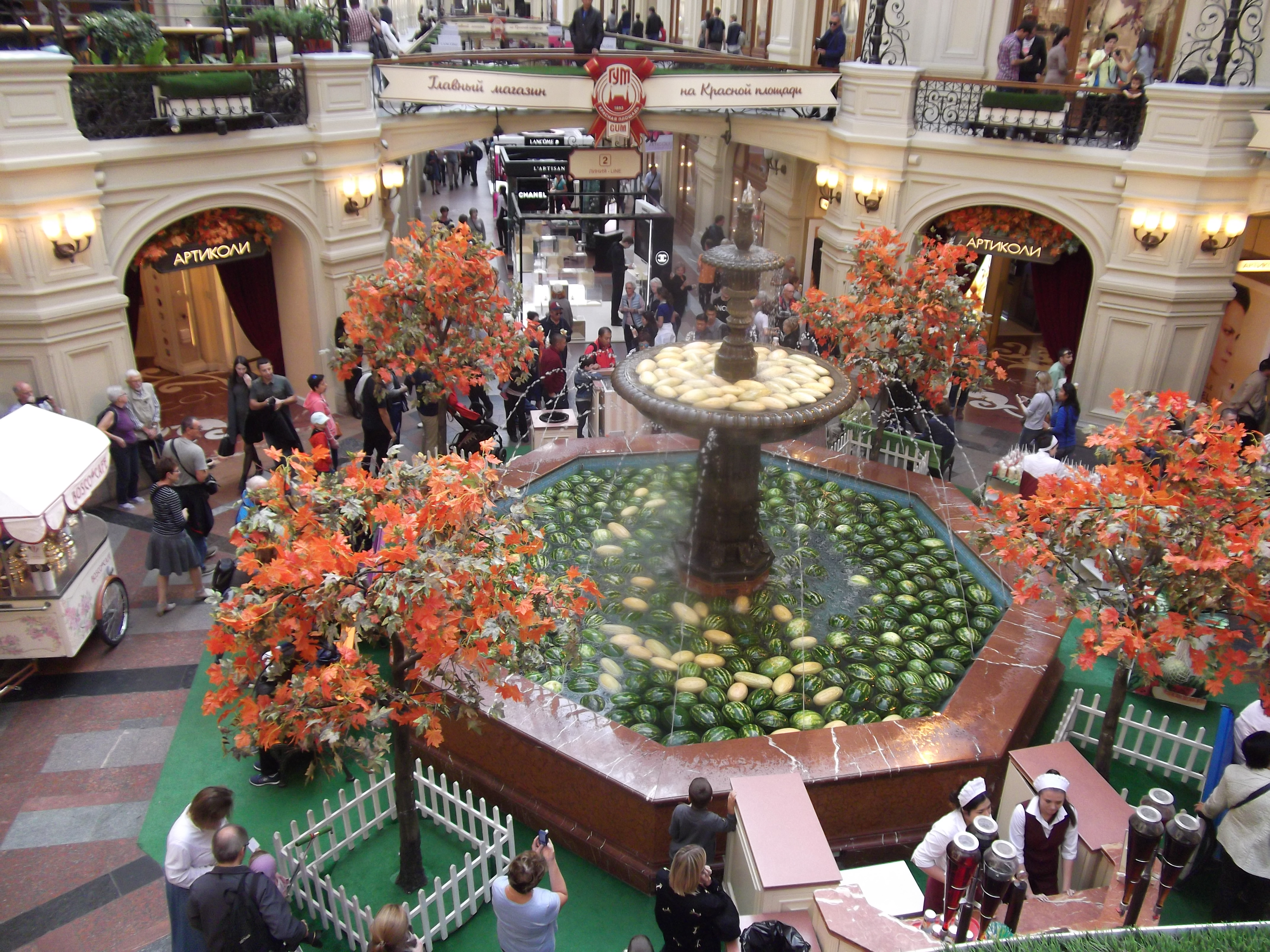
Fontanna
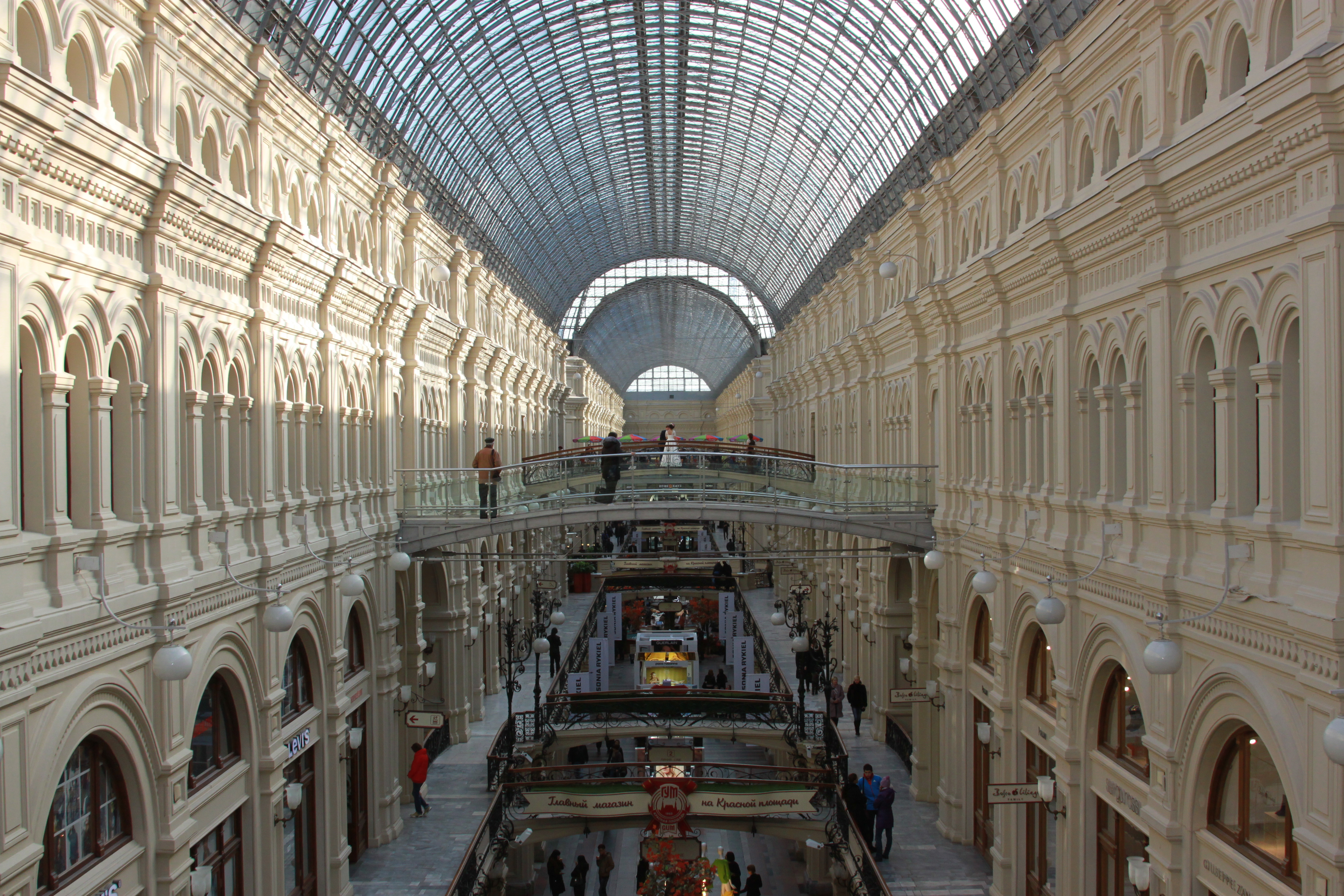
Wnętrze GUM-u. Druga linia
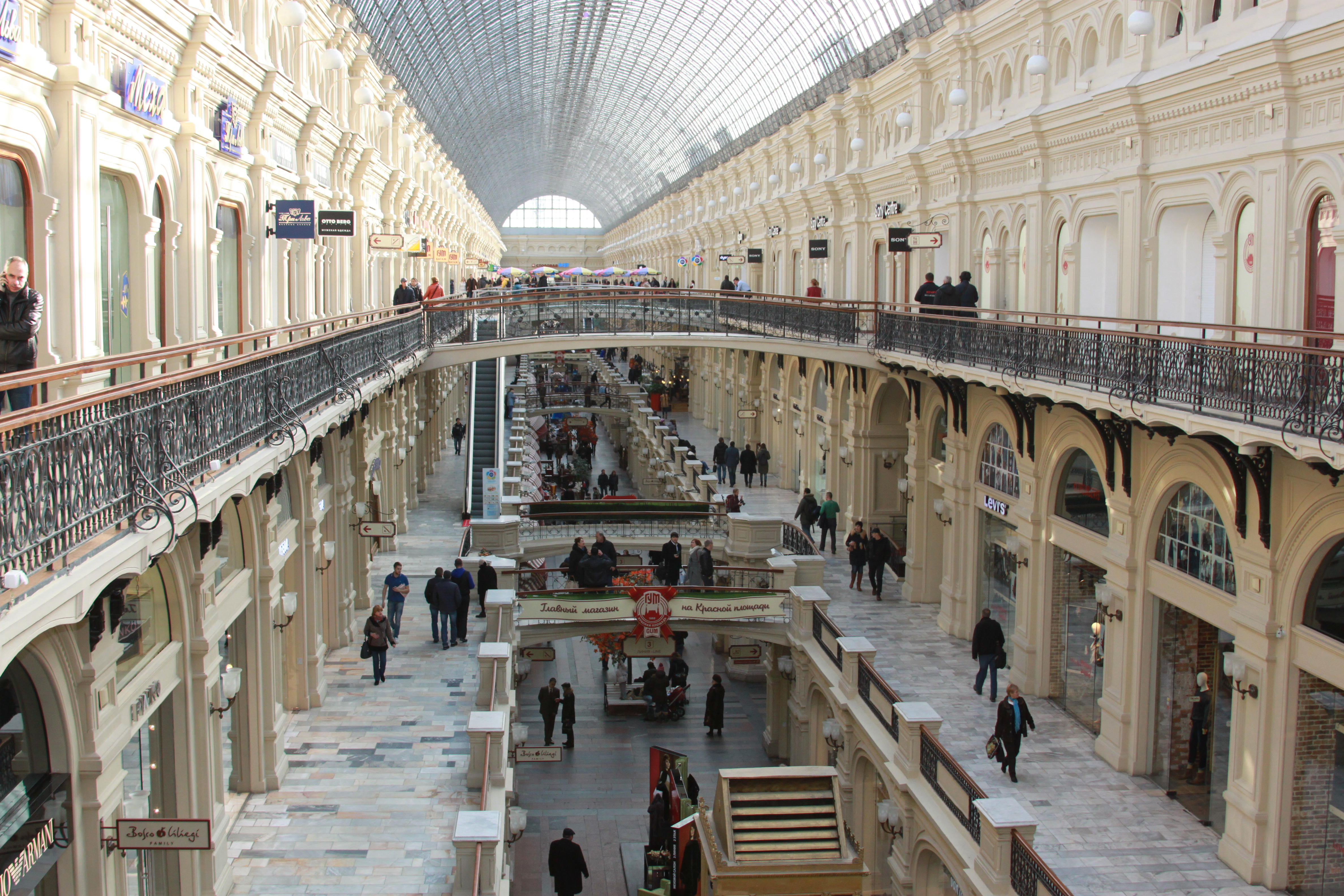
Wnętrze GUM-u. Trzecia linia
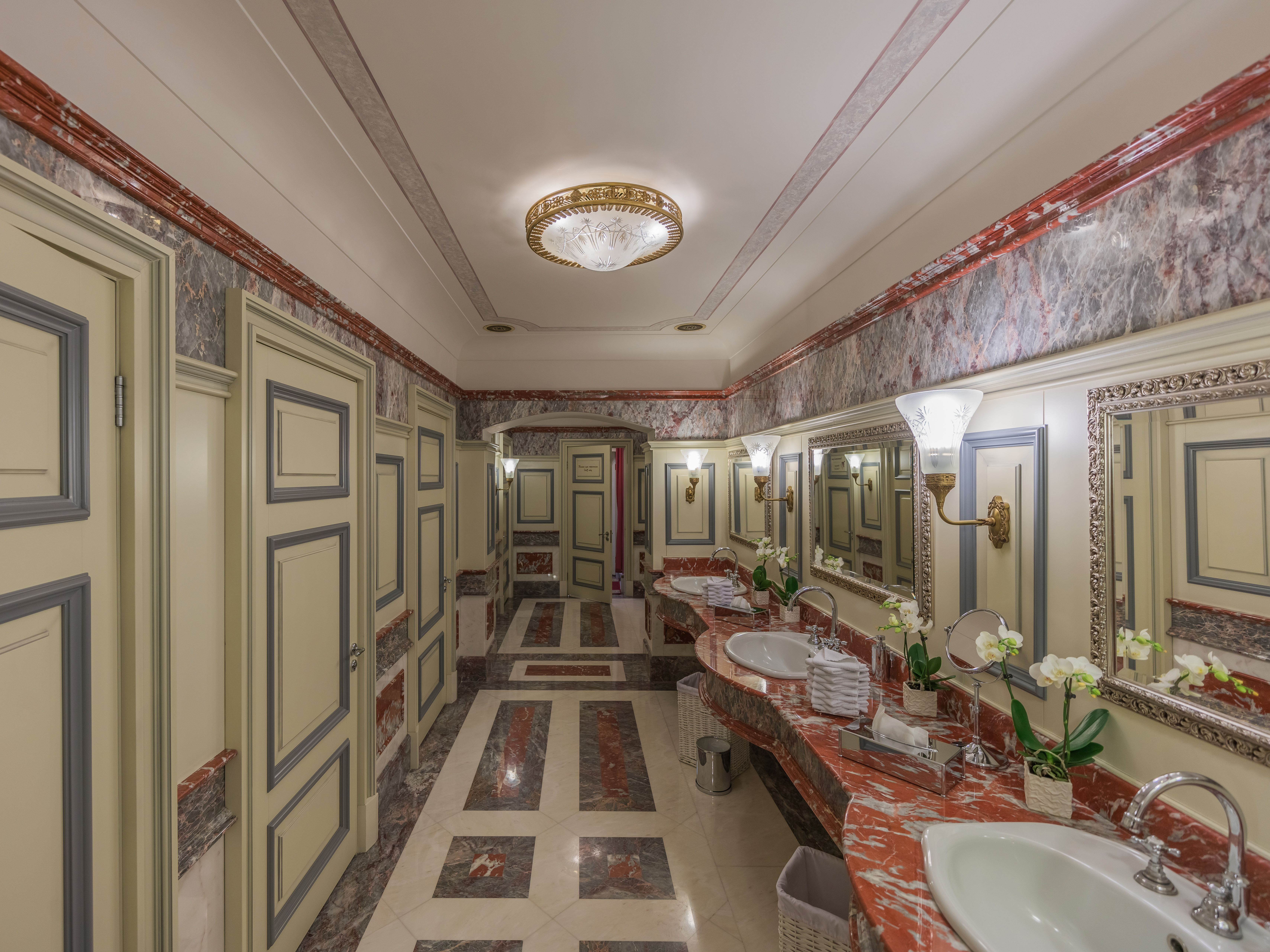
Historyczna toaleta